# Ormosolenia alpina
Ormosolenia alpina är en flockblommig växtart som först beskrevs av Franz e Wilhelm Sieber och Schult., och fick sitt nu gällande namn av Pimenov. Ormosolenia alpina ingår i släktet Ormosolenia och familjen flockblommiga växter. Inga underarter finns listade i Catalogue of Life.